# Nyitrapásztó
Nyitrapásztó (szlovákul Pastuchov) község Szlovákiában, a Nagyszombati kerületben, a Galgóci járásban.

## Fekvése
Galgóctól 5 km-re keletre, a Blatina és Galanovka-patakok völgyében, 200 m tengerszint feletti magasságban fekszik.

## Története
1276-ban említik először. 1326-ban Nyarras-i Damján fia Miklós fiai: István és Damján 30 márka dénárért eladták az adományban szerzett Pazthuh-t Bugar fia Márton mesternek privilégiumaikkal együtt.
Lakói mezőgazdasággal, kosárfonással, szövéssel foglalkoztak.
Vályi András szerint "PÁSZTÓ. Pasztuchov. Tót falu Nyitra Vármegyében, földes Ura Gróf Erdődy Uraság, lakosai katolikusok, fekszik Galgótzhoz 1 mértföldnyire, földgye közép termékenységű, fája van mind a’ kétféle, szőlei termékenyek, legelője elég, piatzozása Galgótzon, Vágvizén malma közel, első osztálybéli."
Fényes Elek szerint "Pászto (Pasztuchov), tót falu, Nyitra vgyében, 491 kath., 78 evang., 4 zsidó lak. Kath. paroch. templommal. Ut. p. Galgócz."
A trianoni békeszerződésig Nyitra vármegye Galgóci járásához tartozott.

## Népessége
| Év:            | 1994. | 2004.   | 2014.   | 2024.   |
| -------------- | ----- | ------- | ------- | ------- |
| Emberek száma: | 961   | 982     | 970     | 934     |
| Eltérés:       |       | +2,18 % | -1,22 % | -3,71 % |

| Év:            | 2023. | 2024.   |
| -------------- | ----- | ------- |
| Emberek száma: | 948   | 934     |
| Eltérés:       |       | -1,47 % |

1910-ben 810 lakosából 784 szlovák és 14 magyar anyanyelvű volt.
2001-ben 968 lakosából 957 szlovák és 3 magyar volt.
2011-ben 989 lakosából 942 szlovák és 3 magyar volt.
2021-ben 976 lakosából 945 szlovák, 2 magyar, 10 egyéb és 19 ismeretlen nemzetiségű.

## Neves személyek
- Itt szolgált Jancsó András katolikus plébános.

## Nevezetességei

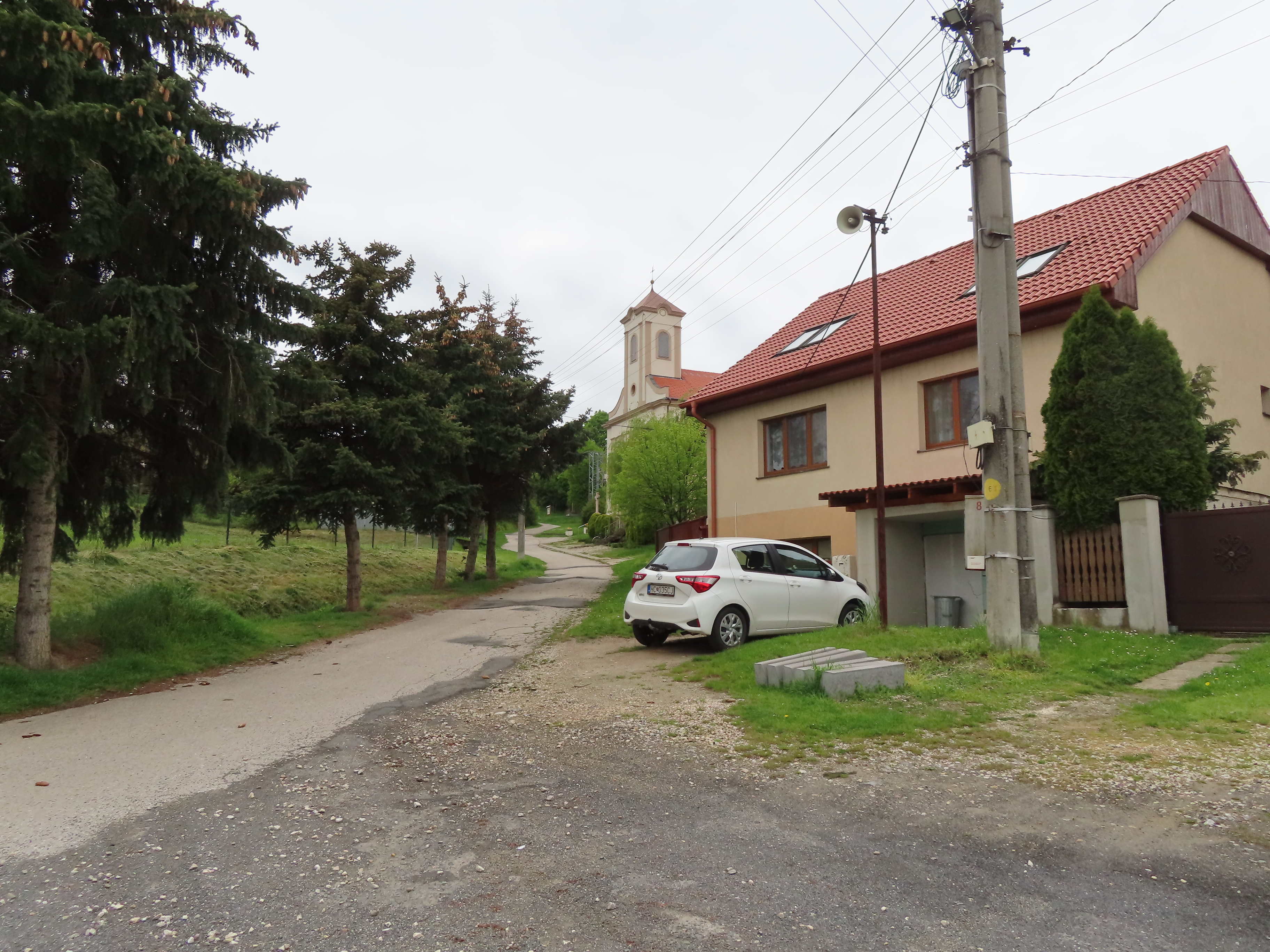
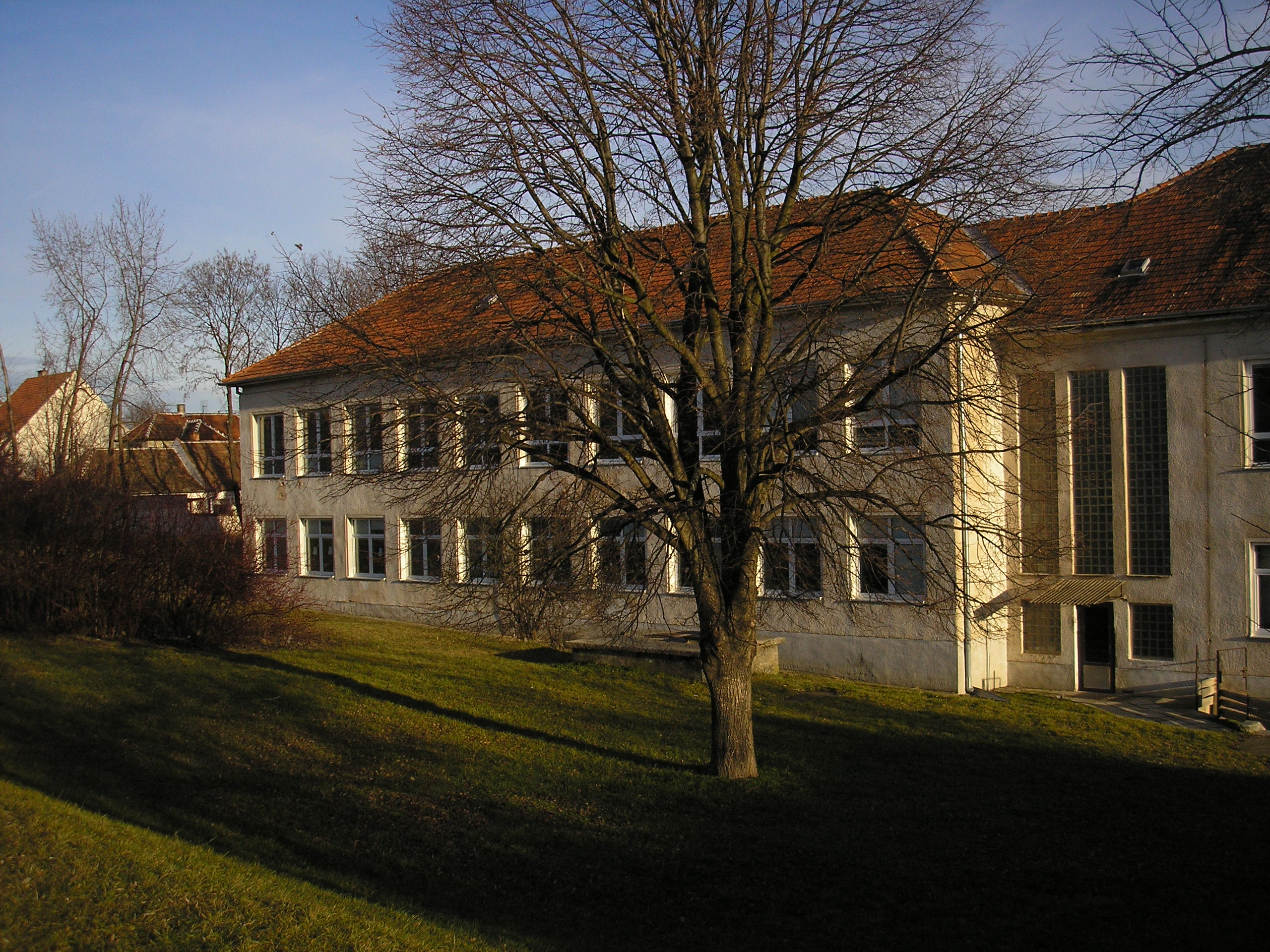

- A Mindenszentek tiszteletére szentelt római katolikus temploma 1846-ban épült.
- Pásztói csipke.

## Külső hivatkozások
- Hivatalos oldal
- Községinfó
- Nyitrapásztó Szlovákia térképén
- Travelatlas.sk
- E-obce.sk